# Chris Jacke
(en) Statistiques sur pro-football-reference
Christopher Lee Jacke, né le 12 mars 1966 à Richmond (Virginie), est un joueur professionnel américain de football américain.
Il a joué au poste de kicker dans la National Football League de 1989 à 1999 et remporte le Super Bowl XXXI avec les Packers de Green Bay en 1997.

## Biographie
Avant sa carrière en NFL, Jacke joue au football universitaire à l'université du Texas à El Paso pour les Miners de l'UTEP (1984-1986, 1988)(.
Sélectionné par la franchise des Packers de Green Bay en 142e choix global lors du 6e tour de la draft 1989 de la NFL, il y joue pendant six saisons (1989-1996). En 1996 les Packers affichent un bilan de 13 victoires pour 3 défaites et remportent le Super Bowl XXXI face aux Patriots de la Nouvelle-Angleterre. En 1997, il devient agent libre puis signe chez les Steelers de Pittsburgh. Il se blesse lors d'un entraînement et ne joue aucun match pour cette franchise. Plus tard dans la saison, il signe chez les Redskins de Washington mais ne dispute qu'un seul match avec eux. Il rejoint en 1998 les Cardinals de l'Arizona y terminant sa carrière après la saison 1999.
Avec les Packers, Jacke bat le record du plus long field goal (53 yards) au terme d'une prolongation. Il est classé quatrième meilleur buteur de l'histoire des Packers derrière Mason Crosby, Ryan Longwell et Don Hutson.
Jacke est désigné « All-Pro » des équipes spéciales par l'Associated Press en 1993. Il est intronisé au temple de la renommée des Packers de Green Bay en 2013.

## Statistiques
| Année  | Équipe    | MJ     |        | Field goals | Field goals | Field goals | Field goals |         | Extra Points | Extra Points | Extra Points |
| Année  | Équipe    | MJ     | Tentés | Réussis     | %           | Long        | Tentés      | Réussis | %            |              |              |
| 1989   | Packers   | 16     | 28     | 22          | 78,6        | 52          | 42          | 42      | 100          |              |              |
| 1990   | Packers   | 16     | 30     | 23          | 76,7        | 53          | 29          | 28      | 96,6         |              |              |
| 1991   | Packers   | 16     | 24     | 18          | 75          | 53          | 31          | 31      | 100          |              |              |
| 1992   | Packers   | 16     | 29     | 22          | 75,9        | 53          | 30          | 30      | 100          |              |              |
| 1993   | Packers   | 16     | 37     | 31          | 83,8        | 54          | 35          | 35      | 100          |              |              |
| 1994   | Packers   | 16     | 26     | 19          | 73,1        | 50          | 43          | 41      | 95,3         |              |              |
| 1995   | Packers   | 14     | 23     | 17          | 73,9        | 51          | 43          | 43      | 100          |              |              |
| 1996   | Packers   | 16     | 27     | 21          | 77,8        | 53          | 53          | 51      | 96,2         |              |              |
| 1997   | Redskins  | 1      |        |             |             |             | 5           | 5       | 100          |              |              |
| 1998   | Cardinals | 4      | 14     | 10          | 71,4        | 52          | 6           | 6       | 100          |              |              |
| 1999   | Cardinals | 16     | 27     | 19          | 70,4        | 49          | 26          | 26      | 100          |              |              |
| Totaux | Totaux    | Totaux | 265    | 202         | 76,2        | 54          | 343         | 338     | 98,5         |              |              |